# Renatus
Renatus is een voornaam van Latijnse origine welke letterlijk wedergeboren, wedergeborene of herborene betekent. (re=opnieuw/her- natus=geboren). In Italiaans, Portugees en Spaans sprekende landen komt de naam voor als Renato (mannelijk) en Renata (vrouwelijk). In het Frans is de naam vertaald in René (mannelijk) en Renée (vrouwelijk). De vrouwelijke vorm Renate komt ook voor in Nederlandse en Duitse taalgebieden. Renata is gebruikelijk in a Polen, Tsjechië en Slowakije. In sommige Spaans sprekende landen heeft de naam een andere interessante betekenis gekregen. Daar werd het een samentrekking van Rey Nato (Rey koning + Nato geboorte), en betekent het "geboren koning".
De naam heeft eerder een spirituele en niet letterlijke betekenis. De wedergeboorte verwijst naar het doop ritueel. Het werd veel gebruikt door vroege christenen in het oude Romeinse Rijk door het belang van de doop in deze tijd. De naamheilige is Sint Renatus (San Renato), de eerste bisschop van Sorrento die gevierd wordt op 12 december.
In het Perzisch Mithraïsme, dat wijdverspreid was als een religie van soldaten en officieren in het vroege Romeinse Rijk, werden personen die werden ingewijd tot de geheimen van het leger betiteld als Renatus.

## Personen met de naam Renatus
- Renatus Cartesius ofwel René Descartes, een Franse wis- en natuurkundige en filosoof
- Publius Flavius Vegetius Renatus, een militair Romeins geschiedschrijver uit de 4e eeuw
- René van Chalon (1519-1544), ook wel Renatus van Nassau genaamd, Prins van Oranje (1530-1544)

## Personen met de naam René
- René Descartes, Franse filosoof
- René Magritte, Belgisch kunstschilder
- René Goscinny, schrijver van Asterix en Obelix
- René van de Kerkhof, Nederlandse voetballer
- Édouard René de Laboulaye, bedenker van het Vrijheidsbeeld, jurist en schrijver